# Heinz Kügerl
Heinz Kügerl (* 18. Juni 1986 in Graz) ist ein ehemaliger österreichischer Basketballspieler.

## Karriere
Der 2,10 m große und 110 kg schwere Center wurde als 13-Jähriger im Zuge eines Streetball-Turniers entdeckt. Er wurde in der Akademie der Kapfenberg Bulls ausgebildet. 2004 erhielt Kügerl einen Profivertrag von den Kapfenbergern. Bis auf eine Unterbrechung in der Saison 2007/08, in der er für ein Jahr leihweise zum UBC St. Pölten wechselte, spielte er für die Kapfenberg Bulls, mit denen er dreimal Staatsmeister wurde.
Zur Saison 2012/13 sollte er ursprünglich bei den Fürstenfeld Panthers spielen, allerdings wurde der Vertrag krankheitsbedingt schon während der Saisonvorbereitung wieder aufgelöst, Kügerl pausierte für die restliche Saison.
Nachdem er zwischenzeitlich nicht im professionellen Basketball aktiv gewesen war, wurde er im November 2013 vom UBSC Raiffeisen Graz für die laufende Saison nachverpflichtet. Im Oktober 2014 bestritt er sein letztes Spiel für Graz.
Zu Kügerls größten Erfolgen zählen drei österreichische Meistertitel (2002, 2003, 2004) sowie ein Sieg im Cup (2007). Kügerl gehörte dem Kader der österreichischen Nationalmannschaft an.
Nach der Beendigung seiner Karriere wurde Kügerl 2019 Präsident des steirischen Basketballverbandes.